# Llaneras de Toa Baja 2020
Questa voce raccoglie le informazioni riguardanti le Llaneras de Toa Baja nella stagione 2020.

## Organigramma societario
Area direttiva
- Presidente: Marcos Martínez

Area tecnica
- Allenatore: Luis Aponte

## Rosa
| N° | Nome               | Ruolo | Data di nascita   | Nazionalità sportiva |
| -- | ------------------ | ----- | ----------------- | -------------------- |
| 2  | Debora Seilhamer   | L     | 10 aprile 1985    | Porto Rico           |
| 3  | Pamela Cartagena   | L     | 5 febbraio 1987   | Porto Rico           |
| 5  | Bárbara López      | P     | 2 luglio 1996     | Porto Rico           |
| 6  | Yeaneska Matos     | S     | 29 aprile 1996    | Porto Rico           |
| 7  | Génesis Collazo    | S     | 4 ottobre 1992    | Porto Rico           |
| 8  | Nayka Benítez      | L     | 8 febbraio 1989   | Porto Rico           |
| 9  | Oneida González    | O     | 3 giugno 1981     | Porto Rico           |
| 10 | Yeliz Askan        | O     | 13 agosto 1987    | Turchia              |
| 11 | Kathia Sánchez     | P     | 29 novembre 1995  | Porto Rico           |
| 12 | Dulce Téllez       | C     | 12 settembre 1983 | Porto Rico           |
| 13 | Kanisha Jiménez    | S     | 28 novembre 1995  | Porto Rico           |
| 19 | Jessica Candelario | C     | 2 novembre 1987   | Porto Rico           |
| 21 | Shirley Florián    | C     | 27 luglio 1991    | Porto Rico           |

## Mercato
| Acquisti | Acquisti           | Acquisti              | Acquisti   |
| R.       | Nome               | da                    | Modalità   |
| -------- | ------------------ | --------------------- | ---------- |
| L        | Debora Seilhamer   | Polluelas de Aibonito | definitivo |
| L        | Pamela Cartagena   | Criollas de Caguas    | definitivo |
| P        | Bárbara López      | Changas de Naranjito  | definitivo |
| O        | Oneida González    | Criollas de Caguas    | definitivo |
| O        | Yeliz Askan        | Partizani Tirana      | definitivo |
| P        | Kathia Sánchez     | Indias de Mayagüez    | definitivo |
| C        | Jessica Candelario | -                     | definitivo |
| C        | Shirley Florián    | -                     | definitivo |

| Cessioni | Cessioni         | Cessioni           | Cessioni   |
| R.       | Nome             | a                  | Modalità   |
| -------- | ---------------- | ------------------ | ---------- |
| P        | Natalia Valentín | Developres Rzeszów | definitivo |
| S        | María Reyes      | -                  | ritirata   |
| L        | Valeria León     | Indias de Mayagüez | definitivo |
| C        | Myrlena López    | -                  | ritirata   |
| C        | Nicole Cruz      | Indias de Mayagüez | definitivo |
| P        | Jizzyan Gesualdo | Indias de Mayagüez | definitivo |
| P        | Yamari Padilla   | Pinkin de Corozal  | definitivo |
| S        | Ania Ruiz        | -                  | ritirata   |

## Risultati

### LVSF

#### Regular season
| 13 febbraio 2020 Coliseo Antonio R. Barceló, Toa Baja       | Llaneras de Toa Baja      | 3 - 1 | Criollas de Caguas        | 15-25, 25-13, 25-19, 25-15        |
| 15 febbraio 2020 Coliseo Antonio R. Barceló, Toa Baja       | Llaneras de Toa Baja      | 0 - 3 | Valencianas de Juncos     | 21-25, 20-25, 19-25               |
| 16 febbraio 2020 Coliseo Gelito Ortega, Naranjito           | Changas de Naranjito      | 3 - 0 | Llaneras de Toa Baja      | 26-24, 27-25, 25-16               |
| 18 febbraio 2020 Palacio de Recreación y Deportes, Mayagüez | Indias de Mayagüez        | 3 - 1 | Llaneras de Toa Baja      | 25-20, 18-25, 28-26, 25-23        |
| 20 febbraio 2020 Coliseo Carmen Zoraida Figueroa, Corozal   | Pinkin de Corozal         | 0 - 3 | Llaneras de Toa Baja      | 27-29, 16-25, 13-25               |
| 25 febbraio 2020 Coliseo Antonio R. Barceló, Toa Baja       | Llaneras de Toa Baja      | 3 - 2 | Indias de Mayagüez        | 22-25, 22-25, 25-15, 25-22, 16-14 |
| 28 febbraio 2020 Coliseo Antonio R. Barceló, Toa Baja       | Llaneras de Toa Baja      | 2 - 3 | Changas de Naranjito      | 27-25, 20-25, 16-25, 25-23, 13-15 |
| 1º marzo 2020 Coliseo Roger L. Mendoza, Caguas              | Criollas de Caguas        | 3 - 2 | Llaneras de Toa Baja      | 22-25, 21-25, 25-15, 25-17, 19-17 |
| 2 marzo 2020 Coliseo Gelito Ortega, Naranjito               | Changas de Naranjito      | 1 - 3 | Llaneras de Toa Baja      | 23-25, 32-34, 25-19, 25-27        |
| 3 marzo 2020 Coliseo Rubén Zayas Montañez, Trujillo Alto    | Amazonas de Trujillo Alto | 3 - 2 | Llaneras de Toa Baja      | 17-25, 25-23, 25-20, 17-25, 15-11 |
| 7 marzo 2020 Coliseo Antonio R. Barceló, Toa Baja           | Llaneras de Toa Baja      | 2 - 3 | Valencianas de Juncos     | 25-15, 19-25, 21-25, 26-24, 11-15 |
| 9 marzo 2020 Coliseo Carmen Zoraida Figueroa, Corozal       | Pinkin de Corozal         | 3 - 2 | Llaneras de Toa Baja      | 25-21, 29-27, 25-27, 21-25, 15-9  |
| 14 marzo 2020 Palacio de Recreación y Deportes, Mayagüez    | Indias de Mayagüez        | -     | Llaneras de Toa Baja      | annullata                         |
| 20 marzo 2020 Coliseo Antonio R. Barceló, Toa Baja          | Llaneras de Toa Baja      | -     | Amazonas de Trujillo Alto | annullata                         |
| 22 marzo 2020 Coliseo Antonio R. Barceló, Toa Baja          | Llaneras de Toa Baja      | -     | Changas de Naranjito      | annullata                         |
| 25 marzo 2020 Coliseo Antonio R. Barceló, Toa Baja          | Llaneras de Toa Baja      | -     | Pinkin de Corozal         | annullata                         |
| 27 marzo 2020 Coliseo Antonio R. Barceló, Toa Baja          | Llaneras de Toa Baja      | -     | Indias de Mayagüez        | annullata                         |
| 29 marzo 2020 Coliseo Roger L. Mendoza, Caguas              | Criollas de Caguas        | -     | Llaneras de Toa Baja      | annullata                         |
| 4 aprile 2020 Coliseo Rubén Zayas Montañez, Trujillo Alto   | Amazonas de Trujillo Alto | -     | Llaneras de Toa Baja      | annullata                         |
| 8 aprile 2020 Coliseo Rafael Amalbert, Juncos               | Valencianas de Juncos     | -     | Llaneras de Toa Baja      | annullata                         |
| 11 aprile 2020 Coliseo Antonio R. Barceló, Toa Baja         | Llaneras de Toa Baja      | -     | Criollas de Caguas        | annullata                         |
| 14 aprile 2020 Coliseo Antonio R. Barceló, Toa Baja         | Llaneras de Toa Baja      | -     | Amazonas de Trujillo Alto | annullata                         |
| 16 aprile 2020 Coliseo Rafael Amalbert, Juncos              | Valencianas de Juncos     | -     | Llaneras de Toa Baja      | annullata                         |
| 17 aprile 2020 Coliseo Antonio R. Barceló, Toa Baja         | Llaneras de Toa Baja      | -     | Pinkin de Corozal         | annullata                         |

## Statistiche

### Statistiche di squadra
| Competizione | Punti | In casa | In casa | In casa | In trasferta | In trasferta | In trasferta | Totale | Totale | Totale |
| Competizione | Punti | G       | V       | P       | G            | V            | P            | G      | V      | P      |
| ------------ | ----- | ------- | ------- | ------- | ------------ | ------------ | ------------ | ------ | ------ | ------ |
| LVSF         | 16    | 5       | 2       | 3       | 7            | 2            | 5            | 12     | 4      | 8      |
| Totale       | -     | 5       | 2       | 3       | 7            | 2            | 5            | 12     | 4      | 8      |

G = partite giocate; V = partite vinte; P = partite perse